# Tivoli Hotel
Tivoli Hotel (eller Tivoli Hotel & Congress Center) er et hotel i København, der åbnede den 2. september 2010. Det er ejes og drives af Arp-Hansen Hotel Group. Tivoli Hotel & Congress Center er tegnet af den danske arkitekt Kim Utzon, der også har tegnet det nærliggende hotel WakeUp Copenhagen. Kongrescenteret er et af Københavns største med plads til 6000 mødedeltagere.
Tivoli Hotel har udover 679 værelser også fitnessfaciliteter, swimmingpool, bar, restaurant og såvel indendørs som udendørs legeplads. Det blev bygget, efter at Tivoli ikke fik tilladelse til at opføre et 102 meter højt hotel- og lejlighedsbyggeri ved Rådhuspladsen. Tivoli Hotel er pr. 1. oktober 2010 medlem af Worldhotels.
Hotellet havde ved åbningen knap 400 værelser men udbyggedes i 2015 med 282 nye værelser. I alt har hotelkomplekset inkl. Wakeup Copenhagen 1210 værelser.

## Beliggenhed
Tivoli Hotel & Congress Centerer
er beliggende på Arni Magnussons Gade 2-4 på Kalvebod Brygge ved siden af det kommende Rigsarkiv, ikke langt fra Fisketorvet.
Hotellet ligger mellem Dybbølsbro Station og Københavns Hovedbanegård, så hotellet er synligt fra jernbanen.